# Sklonost potvrdi
Sklonost potvrdi (engl. confirmation bias, potvrdna pristranost) je sklonost ka traženju, interpretiranju, favoriziranju i prizivanju informacija koje potvrđuju nečija uvjerenja ili hipoteze. To je oblik kognitivne sklonosti i sustavne pogreške induktivnog zaključivanja. Ljudi iskazuju ovu sklonost kada prikupljaju ili prikazuju informacije na selektivan način ili kada ih interpretiraju na neobjektivan način. Učinak je jači kod pitanja koja su nabijena emocijama, te kod duboko usađenih vjerovanja. Ljudi također imaju sklonost prikazivanja nejasnih dokaza u smislu potvrde vlastite pozicije. Pretrage, interpretacije i sjećanja sa sklonostima koriste se za objašnjenje polariziranih stavova (kod ekstremnih neslaganja, iako strane raspolažu istim informacijama), ustrajanja u opovrgnutim uvjerenjima (kada uvjerenje i dalje postoji, iako je dokazom opovrgnuto), iracionalnog efekta prvenstva (većeg oslanjanja na informacije koje su spoznate prije naknadnih) i prividne korelacije (kada ljudi pogrešno zaključuju o povezanosti dvaju događaja ili situacija).
Niz psiholoških eksperimenata provedenih tijekom 1960-ih ukazali su na ljudsku sklonost za potvrđivanje vlastitih prethodno utvrđenih uvjerenja. Naknadni su radovi iste rezultate tumačili kao nastojanja za jednostrano testiranje ideja, s usredotočenjem na jednu mogućnost i uz zanemarivanje ostalih. U određenim slučajevima ova sklonost može dovesti do naklonjenih zaključaka. Objašnjenje za uočene sklonosti uključuje promišljanje ka željenom rezultatu (wishful thinking) i ograničen ljudski kapacitet za obradu podataka. Drugo objašnjenje iskazivanja sklonosti potvrde je da je ljudima prihvatljivije biti u krivu nego istraživati na neutralan i znanstven način.
Sklonost potvrdi pridonosi prevelikom samopouzdanju u osobna uvjerenja, te ih može podržavati ili ojačavati usprkos dokazima koji ukazuju suprotno. Nekvalitetno odlučivanje temeljem takvih sklonosti prisutno je u politici i organizacijama.